# Flen község
Flen község (svédül: Flens kommun) Svédország 290 községének egyike. Södermanland megyében található, székhelye Flen.
A mai község 1971-ben jött létre.

## Települések
A község települései:
| Település    | Népesség | Megjegyzés         |
| ------------ | -------- | ------------------ |
| Bettna       | 415      |                    |
| Flen         | 6114     | a község székhelye |
| Hälleforsnäs | 1747     |                    |
| Malmköping   | 2000     |                    |
| Mellösa      | 551      |                    |
| Orrhammar    | 322      |                    |
| Sparreholm   | 811      |                    |
| Skebokvarn   | 218      |                    |